# I Used to Know Her
I Used to Know Her é a segunda coletânea musical da cantora norte-americana H.E.R.. Seu lançamento ocorreu em 30 de agosto de 2019, por intermédio da RCA Records. O álbum contém canções dos extended plays (EPs) da artista, I Used to Know Her: The Prelude (2018) e I Used to Know Her: Part 2 (2018), além de cinco canções adicinais, bem como as versões estendidas de "Going", "Be on My Way" e "Lord Is Coming".
Como reconhecimento, o álbum recebeu uma indicação ao Grammy Awards de 2020 na categoria de Álbum do Ano, classificando-se como a segunda nomeação da artista na categoria. O single principal, "Could've Been", com participação do rapper Bryson Tiller, recebeu duas nomeações nas categorias de Melhor Canção de R&B e Melhor Performance de R&B, e o segundo single, "Hard Place", recebeu duas nomeações para Canção do Ano e Gravação do Ano.

## Alinhamento de faixas
| N.º | Título                                              | Compositor(es) | Produtor(es)                                  | Duração |  |
| 1.  | "Lost Souls" (com participação de DJ Scratch)       | Gabi Wilson, David "Swagg R'celious" Harris, Frederick Hibberts, Jeff "Gitty" Gitelman, Keithen Foster, Ms. Lauryn Hill, Tiara Thomas | Harris, Gitty, Bassman Foster                 | 2:33    |  |
| 2.  | "Fate"                                              | Wilson, Ashworth, Harris, Ruby Amanfu                                                                                                 | Craig Balmoris, Bēkon, Rappy                  | 3:13    |  |
| 3.  | "Carried Away"                                      | Wilson, Dernst Emile II, Keithen Foster, Sam Ashworth                                                                                 |                                               | 3:41    |  |
| 4.  | "Going (Full)"                                      | Wilson, Harris, SoundzFire | D'Mile                                        | 2:53    |  |
| 5.  | "Be on My Way (Full)"                               | Harris, Dernst "D'Mile" Emile II, Wilson, Sam Ashworth                                                                                | Harris, DMile85                               | 2:37    |  |
| 6.  | "Can’t Help Me"                                     | Wilson, Ronald Colson, Jeff Gitelman, Sam Ashworth                                                                                    | Gitty, Flippa                                 | 2:53    |  |
| 7.  | "Something Keeps Pulling Me Back"                   | |                                               | 3:05    |  |
| 8.  | "Feel a Way"                                        | Elijah Dias, Wilson, Strother, Gitelman, Ronald "Flippa" Colson                                                                       | Gitty, Flippa                                 | 3:27    |  |
| 9.  | "21"                                                | |                                               | 3:15    |  |
| 10. | "Racks" (com participação de YBN Cordae)            | |                                               | 3:41    |  |
| 11. | "I'm Not OK"                                        | Wilson, Sam Ashworth | Swagg R’Celious, D'Mile                       | 3:26    |  |
| 12. | "Against Me"                                        | Carl McCormick, Wilson, Hue "SoundzFire" Strother, Jeffrey Rashad Williams, Nima Jahanbin, Paimon Jahanbin                            | Cardiak, Wallis Lane, Jeffrey Rashad Williams | 4:30    |  |
| 13. | "Could've Been" (com participação de Bryson Tiller) | Harris, Emile, Wilson, Strother | DMile85                                       | 4:08    |  |
| 14. | "Good to Me"                                        | |                                               | 7:12    |  |
| 15. | "Take You There"                                    | Wilson, Ali P, Modesty Lycan, Edwin Elijah Diaz                                                                                       | Flippa, Gitty                                 | 4:02    |  |
| 16. | "As I Am"                                           | Dias, Wilson, Strother, Gitelman, Colson                                                                                              | Flippa, Gitty                                 | 4:00    |  |
| 17. | "Hard Place (Single Version)"                       | Wilson, Harris, Ruby Amanfu | Rodney Jerkins                                | 3:32    |  |
| 18. | "Uninvited (Live)"                                  | |                                               | 3:43    |  |
| 19. | "Lord Is Coming" (com participação de YBN Cordae)   | Wilson, Alanna Boudreau | Craig Balmoris, Bēkon, Rappy                  | 6:09    |  |